# Нафтали Бенет
Нафталѝ Бѐнет (на английски: Naftali Bennett, на иврит: נַפְתָּלִי בֶּנֶט, транслитерирано на иврит: naftaˈli ˈbenet; р. 25 март 1972) е израелски политик, който е 13-ият министър-председател на Израел. Той служи като министър-председател от 13 юни 2021 до 1 юли 2022 г. Бенет е заменен от Яир Лапид.
Той ръководи партия „Ново дясно“ от 2018. Той служи към Израелските сили на отбраната най-вече в бойни действия, след което става софтуерен предприемач. От 2019-20 година е министър на отбраната.
Неговите родители са американско-еврейски имигранти (Джим и Мирна, по рождение Лефко), които се преместват в Израел от Сан Франциско през юли 1967 .